# Dudleya nesiotica
Dudleya nesiotica är en fetbladsväxtart som först beskrevs av Reid Venable Moran, och fick sitt nu gällande namn av Reid Venable Moran. Dudleya nesiotica ingår i släktet Dudleya och familjen fetbladsväxter. Inga underarter finns listade i Catalogue of Life.

## Bildgalleri

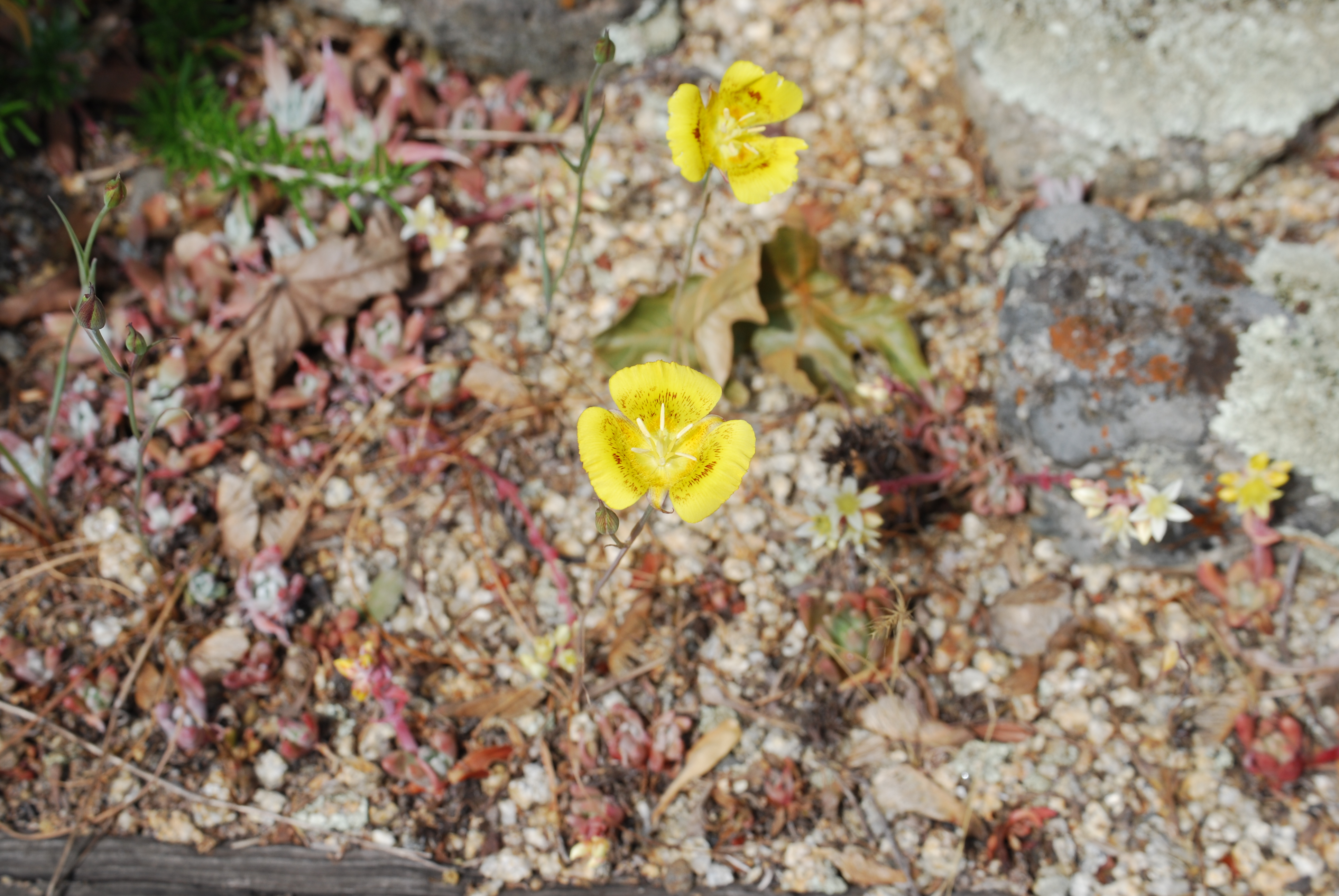